# Maniac Mansion
Maniac Mansion ist ein 1987 erschienenes Point-and-Click-Adventure der Firma Lucasfilm Games (heute LucasArts), das von Ron Gilbert und Gary Winnick entwickelt wurde. Mit seinem damals innovativen Bedienkonzept gilt Maniac Mansion als wichtiger Meilenstein des Genres.

## Handlung
Sandy, die Freundin von Dave, einer der Spielfiguren, ist von Dr. Fred entführt worden, der sie für wissenschaftliche Experimente missbrauchen will. Da der Doktor und seine Familie unter dem Einfluss der Strahlung eines Meteors stehen, haben sie merkwürdige Angewohnheiten und Verhaltensweisen entwickelt – und so gestaltet sich die Rettung schwierig.
Der Spieler übernimmt abwechselnd die Rollen von Dave und zwei vor Spielbeginn auswählbaren Freunden, die in das Haus eindringen, um Sandy zu retten. Abhängig von der Zusammenstellung des Teams ergeben sich dabei verschiedene Ansätze zur Lösung. Die drei vom Spieler gesteuerten Personen müssen zusammenarbeiten, um Sandy zu befreien und Dr. Fred zu stoppen.

### Charaktere
Am Anfang wählt der Spieler zwei von sechs möglichen Figuren aus, welche anschließend Dave in das Haus begleiten. Zur Verfügung stehen Syd, Michael, Wendy, Bernard, Razor und Jeff. Syd und Razor sind Musiker, die im Verlauf des Spiels mit Hilfe eines Klaviers zur erfolgreichen Rettung von Sandy beitragen können. Michael ist Fotograf, Wendy möchte Schriftstellerin werden, und Bernard ist Vorsitzender eines Physik-Klubs. Auch diese drei können mit ihren Fertigkeiten zur Rettung beisteuern. Allein Jeff, der „normalerweise am Strand rumhängt und auch auf den Namen ‚Surfer Dude‘ hört“, kann zwar wie Bernard das Telefon reparieren, trägt aber nichts zur Lösung des Spiels bei.

## Spielprinzip und Technik
Technisch basiert der Titel auf der ersten Version von LucasArts’ SCUMM-Sprache. Die Benutzeroberfläche ist dreigeteilt, in einen Bereich für Aktionsverben, ein darunter angeordnetes, aus Worten bestehendes Inventar der Spielfigur und den Spielbildschirm, der den größten Teil des oberen Bildes einnimmt. Die Zwischensequenzen sind in Spielgrafik gehalten.
Lucasfilm Games erschuf mit Maniac Mansion zwar nicht das erste mausgesteuerte Point-and-Click-Adventure (wie oft irrtümlich angenommen wird), verhalf jedoch mit seinem neuen, intuitiven Bedienkonzept dem Point-and-Click-Adventure endgültig zum Durchbruch.
Neben der grafischen Oberfläche bestach die SCUMM-Engine durch Bildlauf. Das Team prägte den Begriff Cutscene für gescriptete Zwischensequenzen, die ohne Übergang den Spieler aus dem aktuellen Geschehen rissen. Aufgrund technischer Limitierungen sind die Hintergründe häufig wiederholende Muster. Die Engine war multitaskingfähig, so dass Skripte parallel und in eigenen Prozessen laufen konnten.

## Produktionsnotizen
In diesem Spiel wurden die Grundlagen für viele Running Gags der nachfolgenden Spiele gelegt. Legendär ist in Spielerkreisen das fehlende Kettensägenbenzin, das in Zak McKracken und Monkey Island 2: LeChuck’s Revenge thematisch aufgegriffen wird. Auch Chuck die Pflanze hatte in diesem Spiel ihr Debüt.
Insgesamt gibt es, abhängig von der Wahl der Figuren, fünf mögliche Lösungswege:
1. Die Weltraumpolizei benachrichtigen (Bernard baut die Radioröhre aus und setzt sie auf den Sockel des Funkgeräts).
2. Einen Plattenvertrag abschließen (Razor oder Syd nehmen ihr Klavierspiel auf einer Kassette auf, geben es dem grünen Tentakel und schicken sein Demo-Tape an den Verlag).
3. Den Sohn Ed als Freund gewinnen (Michael übergibt Ed das Paket und entwickelt die Bilder von Eds Plänen aus der Fotorolle).
4. Einen Buchvertrag abschließen (Wendy überarbeitet das Manuskript und schickt es an den Verlag).
5. Den Meteor per Raketenauto ins Weltall befördern (alle Akteure ziehen den Schutzanzug an und verfrachten den Meteor in den Weird Edsel oder verfüttern ihn an die mutierte Pflanze).

Im Spiel ist auch ein kleiner Bezug auf das damals noch von LucasArts entwickelte Spiel Rescue on Fractalus enthalten. Beim Blick durch das Teleskop im Haus erscheint auf einem anderen Planeten ein grüner Fractulaner.
Maniac Mansion hat von allen LucasArts-Adventures die größte Zahl an roten Heringen, was zum Teil auch daran liegt, dass verschiedene Gegenstände erst mit anderen, nicht eingesetzten Teammitgliedern sinnvoll nutzbar werden.
Maniac Mansion diente als loser Hintergrund zur gleichnamigen Fernsehserie, die zwischen 1990 und 1993 in Kanada und den USA ausgestrahlt wurde. Eine deutsche Ausstrahlung unter dem Titel Das Tollhaus erfolgte 1991/92 auf Tele 5 und 1995 auf Kabel1.
Das Haupthaus der Skywalker Ranch, des damaligen Firmensitzes von Lucasfilm Games, inspirierte die Entwickler von Maniac Mansion beim Design des Gebäudes, in dem Maniac Mansion spielt.

### Portierungen
Das Spiel erschien 1987 ursprünglich für den Commodore 64. Darauf folgten Portierungen für den Apple II und das Betriebssystem MS-DOS mit EGA-Grafik. Später erschienen technisch verbesserte Versionen für Amiga, Atari ST und eine erneuerte Enhanced Version für MS-DOS. 1990 folgte eine Portierung für die Spielkonsole NES, die sowohl grafisch als auch von der Bedienung her angepasst wurde. Diese Version wurde auf Verlangen des Herstellers Nintendo zensiert: Gewaltdarstellungen, sexuelle Anspielungen und Schimpfwörter wurden entfernt. Dies betraf auch die deutsche Version, die allerdings sprachlich weniger stark verfremdet wurde.
Dem 1993 erschienenen Folgetitel Day of the Tentacle lag das originale  Maniac Mansion als Easter Egg bei, das innerhalb des Spiels gestartet werden kann. Auch in dem Computerspiel-Remaster von Day of the Tentacle blieb der Vorgänger Maniac Mansion integriert.
Es gibt eine aktualisierte Fanversion Maniac Mansion Deluxe in VGA-Grafik aus dem Jahr 2004.

## Rezeption
Maniac Mansion erhielt fast durchgehend positive Bewertungen in der Fachpresse. Die innovative Steuerung, der Humor und das Charakterdesign wurden besonders gelobt. Aufgrund der verschiedenen Gruppenkonstellationen, welche zu Beginn des Spiels ausgewählt werden können, gibt es viele, teils deutlich unterschiedliche, Wege das Spiel erfolgreich zu beenden. Auch dies wurde sehr positiv aufgenommen, da es den Wiederspielwert erhöhe.
Das britische Zzap!64-Magazin sah im Setting und der Atmosphäre des Spiels Parallelen zum Film The Rocky Horror Picture Show und zur Zeichentrickserie Scooby-Doo. Das Bedienkonzept des Spiels sei „kinderleicht“ zu erlernen und mache es „unglaublich einfach“, in die Handlung einzutauchen. Ein zentraler Bestandteil des Spiels sei die Erkundung des namensgebenden Maniac Mansion, das Unmengen an Dingen zu erforschen und mitzunehmen biete. Gelobt wurden auch Humor, Animationen und Zwischensequenzen des Spiels. Kritisiert wurde hingegen die „trostlose“ Umverpackung des Spiels.

„Sehr sanft geht es in diesem Spiel (beinahe hätte ich Film gesagt) ja nicht zu, aber es soll ja eine filmgleiche Atmosphäre herrschen, was mit den oben genannten Einspielungen unterstrichen wird. Außerdem ist diese Idee ja dermaßen originell! MANIAC MANSION dürfte eines der besten Programme dieses Jahres (wenn nicht dieses Jahrzehnts) sein.“

„Das ist Software, die zeigt, was fähige Programmierer können: komplex, benutzerfreundlich und höchst unterhaltsam. […] Zur Grafik ist vielleicht zu sagen, daß sie technisch den Commodore nicht ausnutzt (kein Soft-Scrolling, wenig Farben). Die witzigen Zeichnungen trösten darüber locker hinweg.“

Das Fachmagazin Adventure Gamers ordnete Maniac Mansion 2011 in seiner Liste Top 100 All-Time Adventure Games auf Platz 72 ein.